# Manuel Salazar y Baquíjano
Manuel Salazar y Baquíjano (Lima, 24 de julho de 1777 —  7 de novembro de 1850) foi presidente do Peru de junho a agosto de 1827. Conde de Vista Florida e vice-presidente da primeira mesa legislativa do congresso da República.